# The Black Watch (groupe)
Pour les articles homonymes, voir The Black Watch (homonymie).
The Black Watch est un groupe de rock indépendant et pop indépendante américain, originaire de Santa Barbara, en Californie. Son seul membre permanent est le guitariste, chanteur et compositeur John Andrew Fredrick. Depuis près de 20 ans, le groupe sort de nombreux albums sur divers labels. Malgré un succès commercial limité, les productions du groupe ont souvent été bien accueillies par la critique, qui l'a à l'occasion comparé à des groupes comme My Bloody Valentine, Yo La Tengo ou The Cure.

## Biographie
Fredrick forme le groupe en 1987 après avoir obtenu son Ph.D. en anglais à l'Université de Californie, Santa Barbara. Après l'enregistrement St. Valentine, publié sur le label Eskimo, le propre label de Fredrick, la violiniste J'Anna Jacoby se joint au groupe, et les deux forment la base de ce qu'adviendra le groupe avant son départ en 2003.
En 2008, le guitariste et chanteur Steven Schayer (ex-The Chills) se joint à eux, et Fredrick publie un autre ouvrage de fiction, The Knucklehead Chronicles. Trouser Press notera que, malgré toutes les bonnes critiques, c'est « poignant » de voir que The Black Watch n'a seulement pu se populariser auprès d'un public « de la taille d'un éponge de cuisine. »
En 2013, le groupe publie The End of When au label Pop Culture Press Records.

## Discographie
- 1988 : St. Valentine
- 1989 : Short Stories (EP)
- 1991 : Flowering
- 1994 : Amphetamines
- 1997 : Seven Rollercoasters (EP)
- 1999 : The King of Good Intentions
- 2000 : Lime Green Girl
- 2001 : The Christopher Smart EP
- 2002 : Jiggery-Pokery
- 2003 : Very Mary Beth
- 2005 : The Hypnotizing Sea
- 2005 : The Innercity Garden EP
- 2006 : Tatterdemalion
- 2008 : Icing the Snow Queen
- 2011 : Led Zeppelin Five
- 2013 : The End of When
- 2013 : The Best of the Black Watch
- 2015 : Sugarplum Fairy, Sugarplum Fairy
- 2016 : Highs and Lows
- 2017 : Gospel According to John[4]